# ハートピア安八

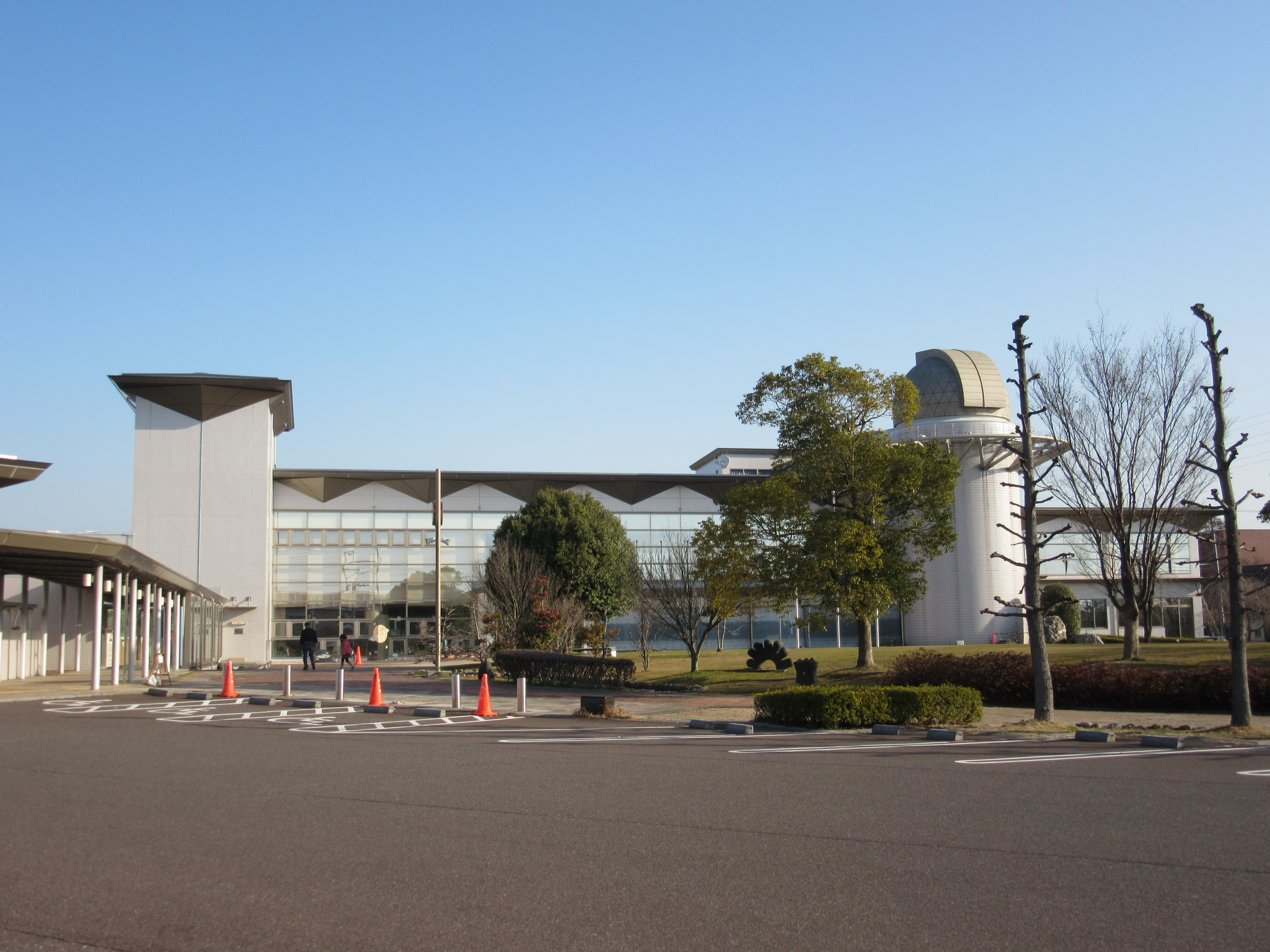
ハートピア安八

ハートピア安八（ハートピアあんぱち）は、岐阜県安八郡安八町にある公共施設である。

## 概況
- 2003年（平成15年）3月15日開業。図書館、児童館、天文台、プラネタリウム、歴史民俗資料館などがある複合施設である。
- 休館日は毎週月曜日（月曜日が祝日に当たる場合はその翌日）、および年末年始（12月29日～1月3日）。

### 図書館
- 蔵書数は約120,000冊。
- 目の不自由な人用の対面読書室が設置されている。
- ハートピア安八の休館日以外に、月末日も休館する[1]。

### 児童館
- オモチャ室、遊戯室の他、児童向けパソコンが設置されている。
- 子供向け、幼児向けの各種講座が開催されている。

### 歴史民俗資料館
- 安八町に関わる各種民俗資料の展示の他、ハイビジョンシアターが設置されている。
- 屋外には蓑虫山人（江戸時代の絵師。旧・結村出身）にちなんだ庭園がある。

### 天文台
- 観測ドームの直径は6.0m。
- 望遠鏡は口径70cmのカセグレン式反射望遠鏡。そのほかに口径15cm屈折望遠鏡と太陽観測用の口径10cmの望遠鏡が設置されている。
- 観測映像はハイビジョンシアター、プラネタリウムのドームスクリーンなどにも配信可能である。

### プラネタリウム
- ドームスクリーンの直径は5m。
- プラネタリウム本体はコニカミノルタプラネタリウムのMEDIAGLOBE。

### その他の施設
- パソコン研修室
- コーヒーラウンジ（喫茶室）
- 映像編集室
- リフレッシュコーナー
- 会議室
- ビオトープ

## 所在地
- 岐阜県安八郡安八町氷取30

## 交通機関
- 名阪近鉄バス羽島線「安八町役場前」バス停下車。